# Ivar Hedenblad
Ivar Hedenblad   (27 de juliol de 1851 - Parròquia de la Catedral d'Uppsala, 16 de juny de 1909), nom complet Ivar Eggert Hedenblad, fou un director d'orquestra, compositor i pedagog musical suec. En la seva joventut dirigí amb gran èxit la Societat Coral d'Estudiants de la Universitat d'Uppsala ensems que hi estudiava, i a la que donà a conèixer arreu dels principals centres artístics d'Europa. El 1881 fou nomenat professor de música de la Universitat d'Uppsala i director de la Societat Filharmònica, així com de l'agrupació coral escolar Orphei Dränger. Des de 1902 fins a la seva mort fou organista de la catedral d'aquella ciutat. Va escriure nombrosos cors per a veus d'home i les obres corals Nökken i Päkma.